# بروشکوویتسه
بروشکوویتسه (به لهستانی:  Broszkowice) یک روستا در لهستان است که در گمینا اوشوینچیم واقع شده‌است. بروشکوویتسه ۵۹۵ نفر جمعیت دارد و ۲۳۷ متر بالاتر از سطح دریا واقع شده‌است.